# NGC 1389
NGC 1389 est une galaxie lenticulaire située dans la constellation de l'Éridan. NGC 1389 a été découverte par l'astronome allemand Julius Schmidt en 1865.

## Caractéristiques
Sa vitesse par rapport au fond diffus cosmologique est de 827 ± 14 km/s, ce qui correspond à une distance de Hubble de 12,2 ± 0,9 Mpc (∼39,8 millions d'al).
À ce jour, 18 mesures non basées sur le décalage vers le rouge (redshift) donnent une distance de 18,950 ± 4,330 Mpc (∼61,8 millions d'al), ce qui est à l'extérieur des valeurs de la distance de Hubble. Notons cependant que c'est avec la valeur moyenne des mesures indépendantes, lorsqu'elles existent, que la base de données NASA/IPAC calcule le diamètre d'une galaxie et qu'en conséquence le diamètre de NGC 1389 pourrait être d'environ 19,4 kpc (∼63 300 al) si on utilisait la distance de Hubble pour le calculer.

## Groupe de NGC 1386 et l'amas du Fourneau
NGC 1389 fait partie du groupe de NGC 1386. Ce groupe fait partie de l'amas du Fourneau et il comprend au moins 7 autres galaxies, soit NGC 1375, NGC 1386, NGC 1396, NGC 1326B, ESO 358-59, ESO 358-60 et PGC 13449. La désignation FCC 193 indique que NGC 1389 est un membre de l'amas du Fourneau dans le catalogue de Henry Ferguson,.